# Morden i Barking
Morden i Barking (engelska: Four Lives) är en brittisk kriminal- och dramaserie för TV. Serien som består av tre avsnitt visades i Storbritannien mellan den 3 och 5 januari 2022. I Sverige kommer den att sändas på SVT Play med start 31 maj 2023. Serien är regisserad av David Blair och Neil McKay har skrivit manus. Serien är baserad på verkliga händelser.

## Mottagande
Serien kretsar kring efterspelet av fyra mord på fyra homosexuella män (Anthony Walgate, Gabriel Kovari, Daniel Whitworth and Jack Taylor) som skedde under 2014 och 2015 i Londonstadsdelen Barking och som utfördes av Stephen Port. Serien är baserad på verkliga händelser och följer familjerna till de dödas kamp för rättvisa när polisen misslyckas.

## Rollista (i urval)
| Stephen Merchant    | – Stephen Port     |
| Sheridan Smith      | – Sarah Sak        |
| Tim Preston         | – Anthony Walgate  |
| Jakub Svec          | – Gabriel Kovari   |
| Leo Flanagan        | – Daniel Whitworth |
| Samuel Barnett      | – Ryan Edwards     |
| Paddy Rowan         | – Jack Taylor      |
| Robert Emms         | – Ricky            |
| Kris Hitchen        | – Tom              |
| Memet Ali Alabora   | – Sami Sak         |
| Daniel Ryan         | – Adam Whitworth   |
| Rufus Jones         | – John Pape        |
| Ian Puleston-Davies | – Karl Turner      |
| Giselle Cullinane   | – Barbara Denham   |
| Leanne Best         | – Kate             |